# Блакитне озеро (Абхазія)
Блакитне озеро (абх. Аӡиасицәа, груз. ცისფერი ტბა) — озеро карстового походження площею 180 м². Розташоване в Грузії, на правому березі річки Бзіпі, на 13-му кілометрі дороги до озера Ріца ліворуч.
Живлення озера відбувається підземним потоком води, що починається на схилах найвищої гори Ахцих. Вихідний потік впадає в річку Бзіпі.

## Опис
Озеро яскравого блакитного кольору, який не блякне і не темніє навіть у негоду, не замерзає цілий рік. Поверхня води абсолютно спокійна, незважаючи на те, що поруч у нього шумно вливається з-під скелі повноводний гірський потік.
Тваринний світ (риби, планктон) відсутній.
Популярний об'єкт на туристичному маршруті до озера Ріца.

## Легенди про походження
У давній легенді розповідається: «Там, де зараз Блакитне озеро, в стародавні часи була печера, в якій жив столітній старець — жрець. Білосніжна борода його звисала майже до самої землі, а незвично блакитні очі випромінювали мудрість і доброту. Ця навчена життєвим досвідом людина була в минулому відомим мисливцем. Постарівши, він віддалився від людей, щоб бути ближче до природи, і оселився в печері. Місцеві мисливці часто приходили до нього за порадою, за його знаннями гірських стежок, повадок звірів і можливостей їх відстрілу. За його корисні поради мисливці вважали своїм обов'язком, повертаючись додому, залишити йому одну шкуру вбитого звіра і частина м'яса. Одного разу в непогожу погоду в цих місцях опинилися чужинці і попросилися на ночівлю в печеру до старого. Він гостинно їх прийняв. Пригостивши їх, відлюдник показав місце для ночівлі, постеливши їм шкури вбитих тварин. Побачивши велику кількість шкур зубрів, ведмедів, оленів, козуль, куниць жадібні гості вирішили заволодіти ними. Убивши господаря, вони спішно стали складати шкури в мішки. Майже всі шкури були вже зібрані, коли несподівано потужний потік води загатив вихід з печери. Зловмисники опинилися в пастці. Так і утворилося Блакитне озеро, або Озеро абхазького старця, води якого нагадують блакить очей старого, тіло якого залишилося на дні, а відкриті очі надали незвичайний колір водам озера».
В іншій легенді говориться: «Прекрасна Дзидзлан — володарка вод. Живе вона в багатих світлицях глибоко під водою. Її красиве золотаве волосся хвилями спускаються до п'ят, причому п'яти у неї спереду, а ступні ззаду — ніхто не може повалити її на спину. Є у Дзидзлан чарівне дзеркало, в якому відбивається все, що відбувається на світі, — все бачить, все знає красуня! Вона закохується лише в найкрасивіших чоловіків, заманює їх до себе, а потім відпускає з багатими подарунками. Жив-був на світі один дуже ледачий пастух, до того ж дуже потворний. Пас він череду на схилах гори Мамдзишха. І почув ледар, що десь у цих місцях живе красуня Дзидзлан. Дуже йому захотілося її побачити і щоб вона покохала його. І так як ледар вважав, що надзвичайно гарний собою, то часто став усамітнюватися на одній зеленій галявині на березі прозорого потічка, що витікав з печери неподалік від річки Бзіпі. Тут в тіні самшиту він засинав, сподіваючись, що уві сні Дзидзлан прийде до нього швидше. Красуня дійсно дізналася, що на галявині буває якийсь чоловік. Цікавість узяла верх, вона вирішила піти подивитися, хто це так домагається її уваги. Але коли Дзидзлан підійшла до сплячого і побачила його потворність, вона осатаніла, схопивши сонного ледаря і кинувши його на землю. Удар був настільки сильним, що стеля, що перебувала під лужком печери, не витримала і впала. І тут утворилося з часом велике озеро, яке було названо Блакитним за його особливий колір».

## Галерея

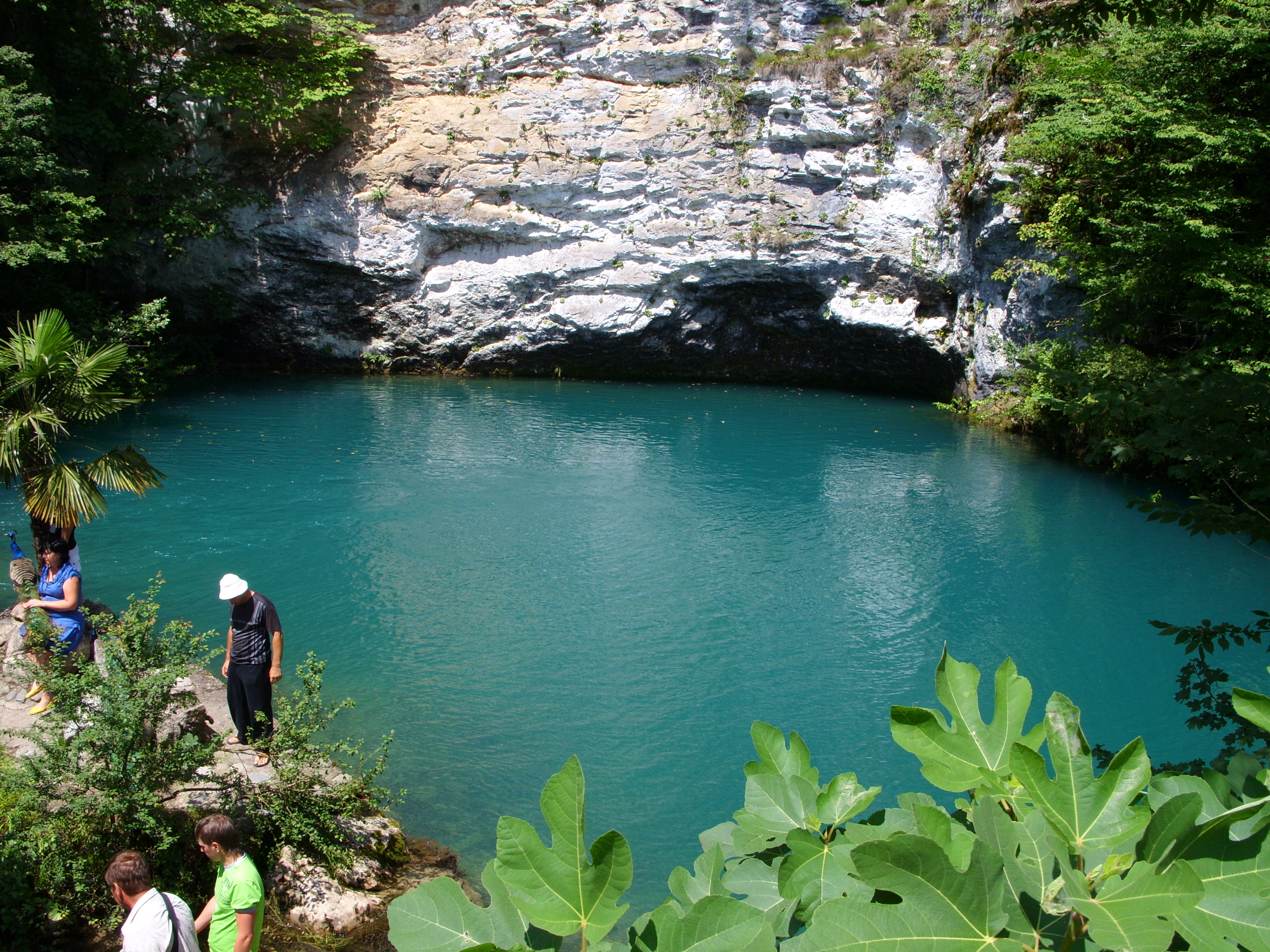
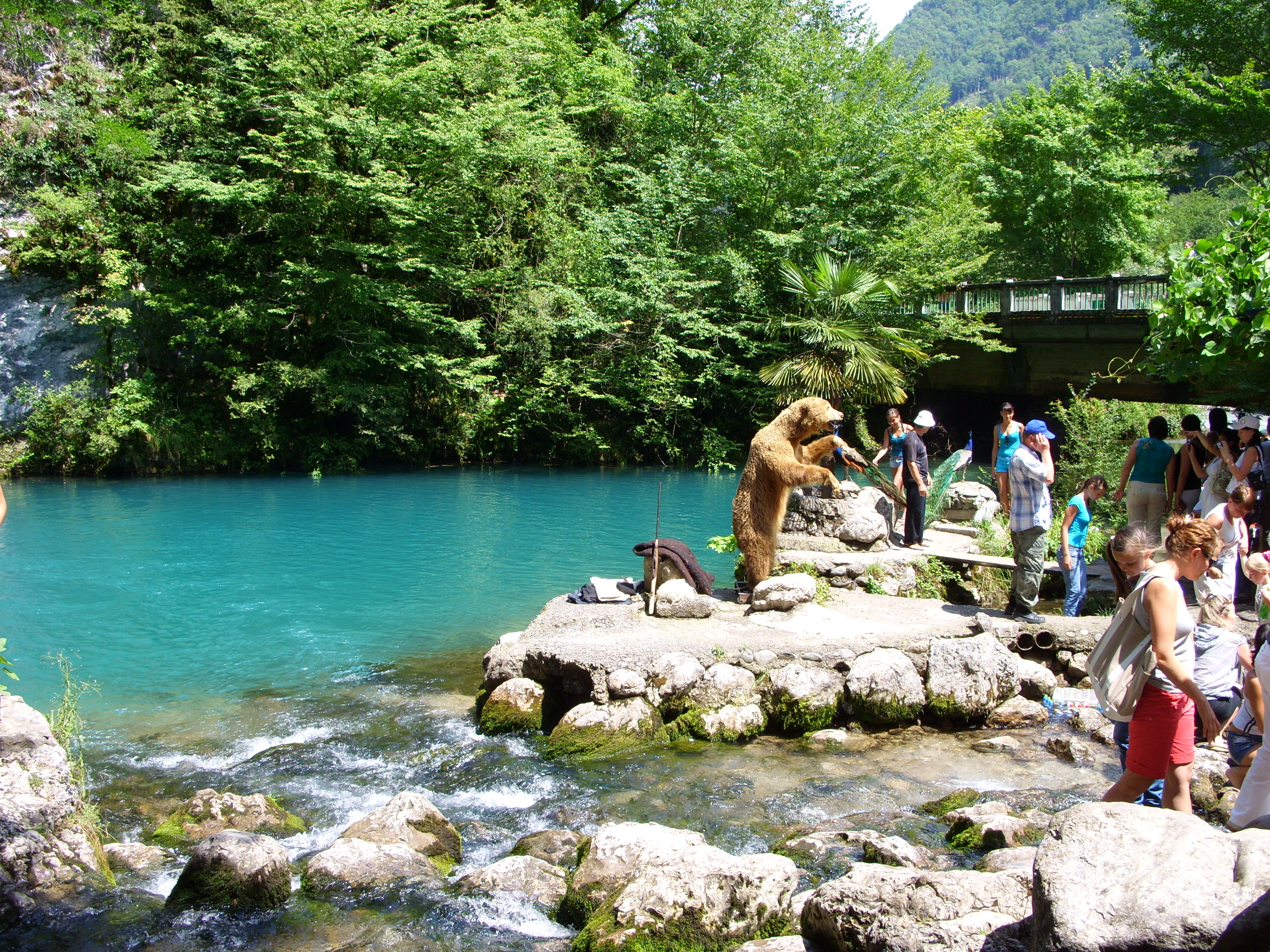
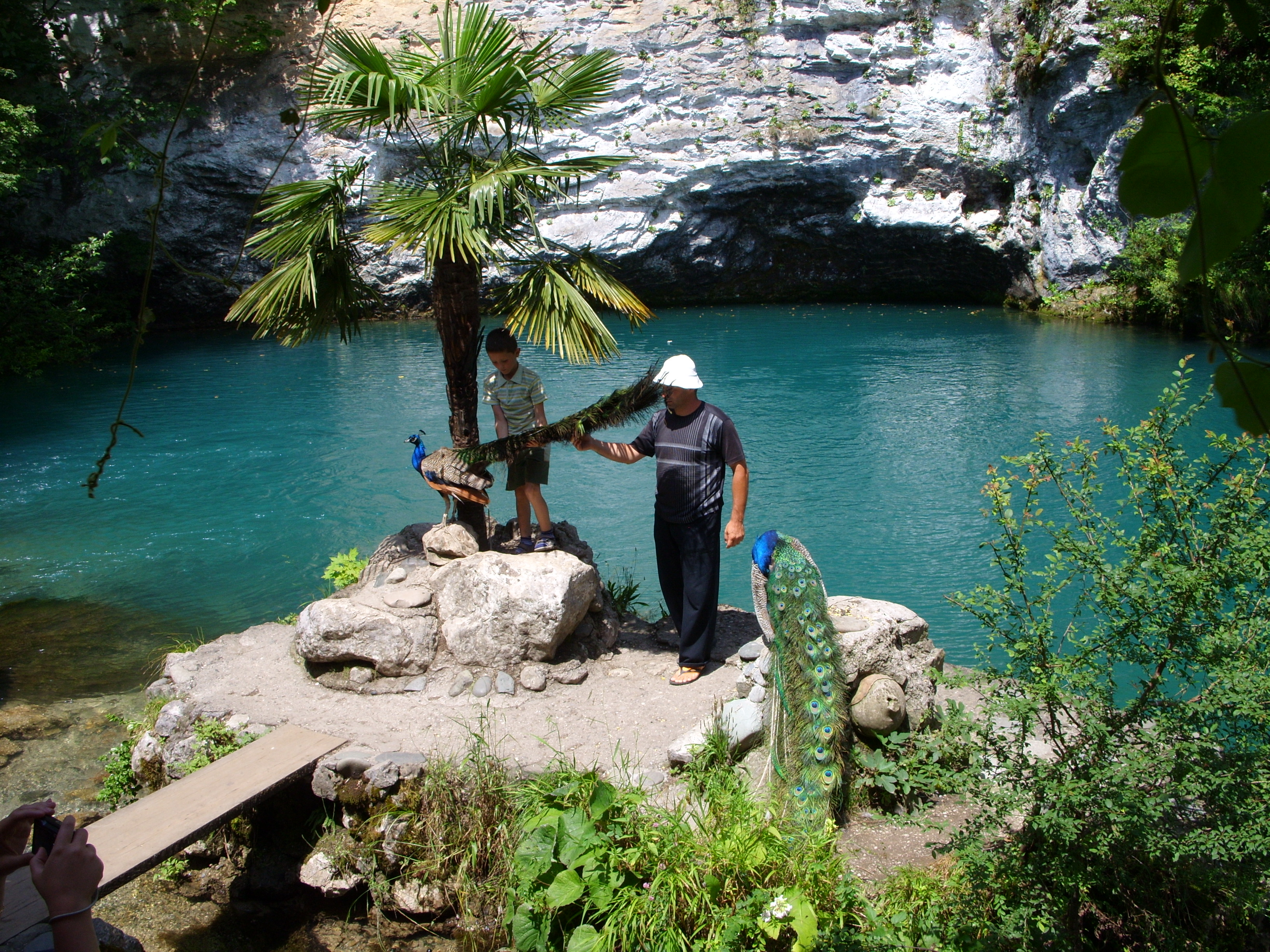
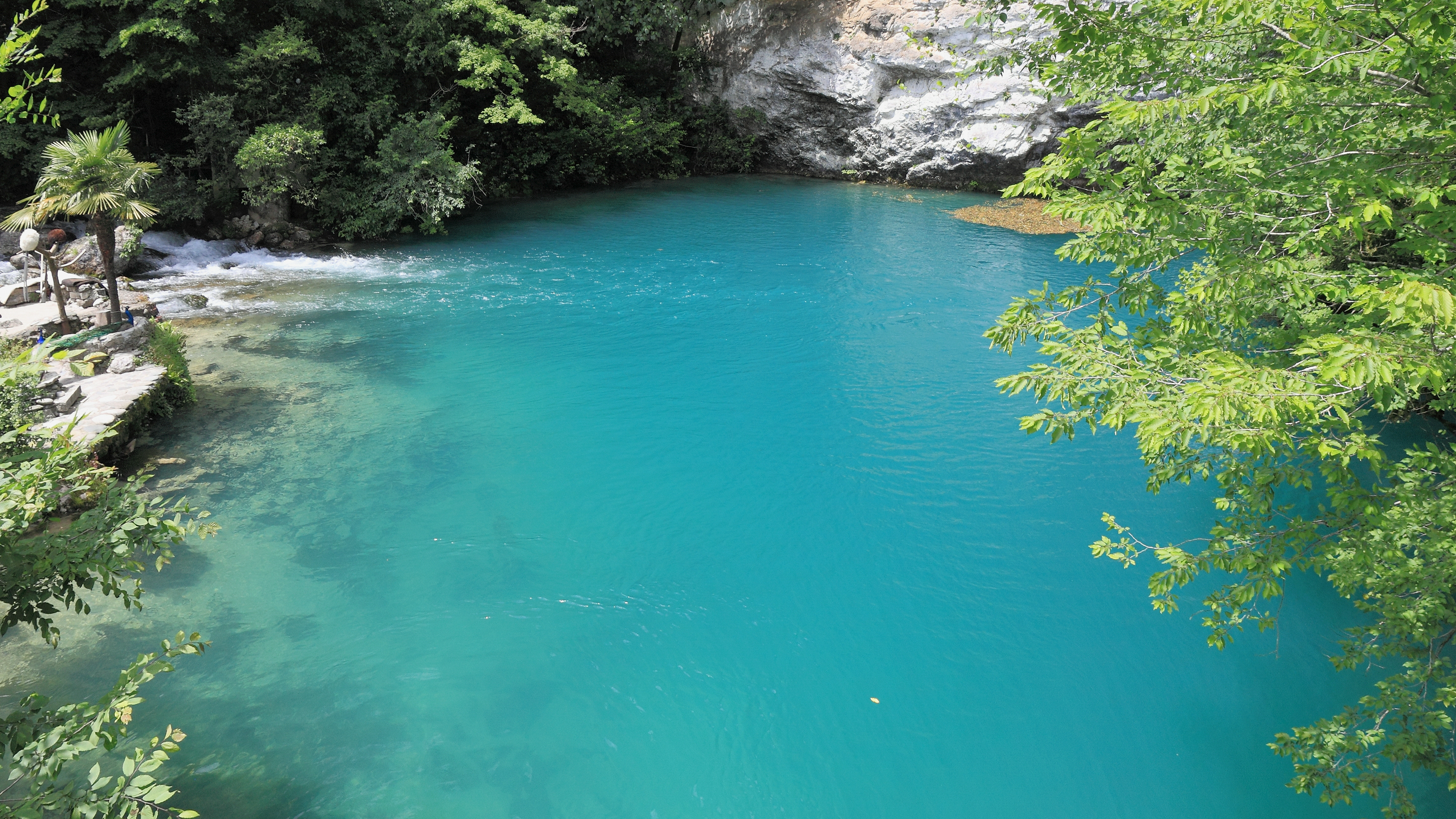
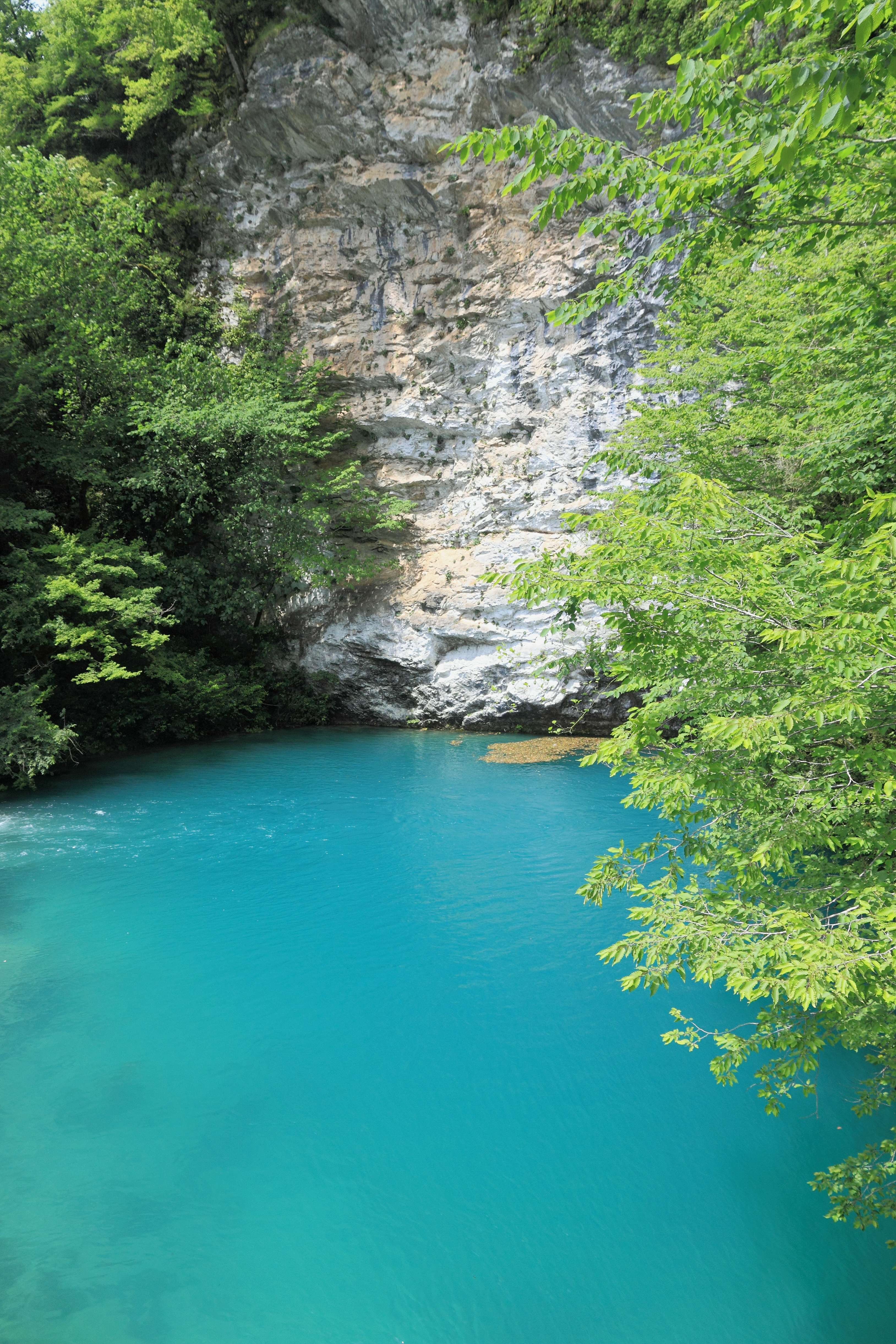
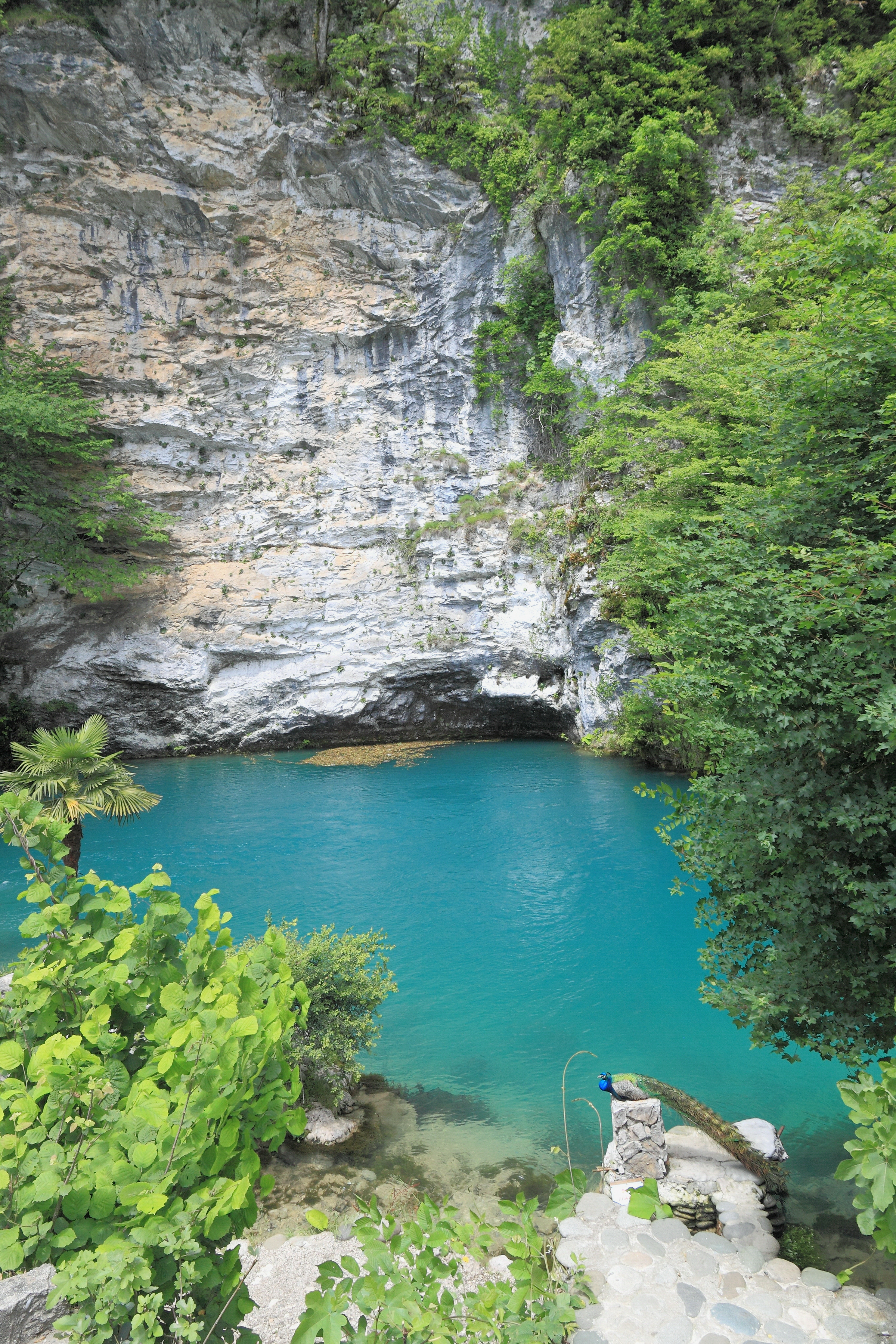

## Топографічна карта
- Аркуш карти K-37-V. Масштаб: 1 : 200 000. (рос.) Зазначити дату випуску/стану місцевості.